# وادي الحورة
وادي الحورة (بفتح الحاء وسكون الواو وفتح الراء) هو واد في تهامة بلاد بلقرن تسيل مياهه من جبل السوداء، ومن جبل الحمايل، ومن جبل الرجمة باتجاه الجنوب حتى ترفد وادي يبة شرق قرية قرن الحلوة.